# Bob Cortner
Robert Charles „Bob“ Cortner (* 16. April 1927 in Redlands, Kalifornien; † 19. Mai 1959 in Indianapolis, Indiana) war ein US-amerikanischer Automobilrennfahrer.

## Karriere
Bob Cortner war ab Ende der 1940er Jahre zehn Jahre in der Midget-Rennszene für Kleinrennwagen aktiv und gewann 1957 den Bay Cities Racing Association-Midget-Meistertitel.
Er verunglückte nur einen Tag nach Erhalt seiner Rennlizenz auf dem Indianapolis Motor Speedway mit seinem Cornis-Offenhauser-Rennwagen tödlich. Während des Trainings zum 500-Meilen-Rennen 1959 wurde Cortners Wagen in Kurve 3 von einer Windböe erfasst und der Wagen schlug in einem spitzen Winkel in die Streckenbegrenzung ein. Cortners Grabstein befindet sich auf dem Hillside Memorial Park in Redlands, California.
Zwei Tage zuvor verunglückte bereits Jerry Unser während eines Trainingslaufes tödlich.